# 울프산

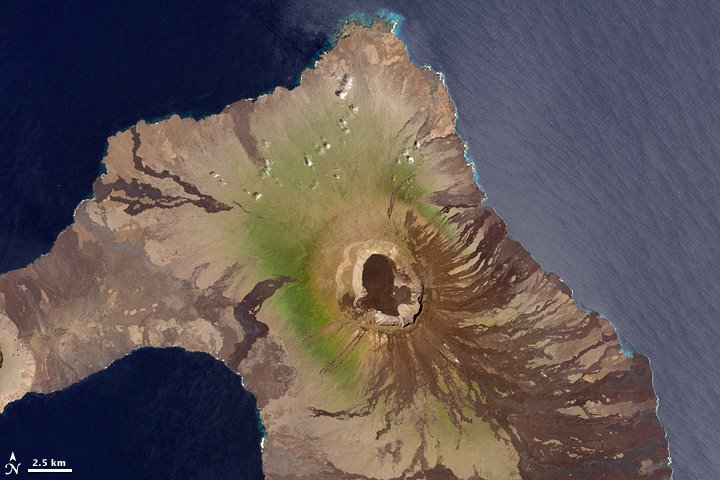

울프산(Volcán Wolf)은 에콰도르의 갈라파고스 제도의 이사벨라 섬에 위치하는 순상 화산으로, 정상에 칼데라를 가지고 있다.
이 산은 용암이 흐른 자국이 남아있으며, 갈라파고스 제도에 위치하는 6개의 순상 화산들 중 하나다. 독일의 지질학자인 테오도어 볼프을 따라 이름붙여졌다.